# The Diary of Alicia Keys
The Diary of Alicia Keys este cel de-al doilea album de studio al cântăreței de origine americană Alicia Keys. A fost lansat oficial la doi ani după debutul său, pe data de 2 decembrie 2003. Discul a câștigat prima poziție în clasamentul Billboard 200, fiind comercializat în peste 618,000 de exemplare în primele șapte zile; acesta a stabilit un nou record pentru cele mai mari vânzari înregistrate de o cântăreață în prima săptămână de la lansare (în anul 2003). Ulterior materialul discografic a primit patru discuri de platină în S.U.A., acordate pentru vânzări de peste patru milioane de exemplare. De asemenea, The Diary of Alicia Keys, a fost comercializat în opt milioane de exemplare la nivel internațional, ocupând poziția cu numărul șase în clasamentul celor mai de succes albume, respectiv locul secund în ierarhia celor mai cunoscute albume de muzică R&B, ambele categorii referindu-se la recordurile feminine.
Primele cântece lansate pe disc single, „You Don't Know My Name” și „If I Ain't Got You”, s-au bucurat de succes în clasamentele de specialitate din S.U.A., Billboard Hot 100 consemnându-le prezența constant. Următoarele două piese promovate, „Diary” și „Karma” au evoluat mediocru în clasamente, iar șlagărul „If I Ain't Got You” a devenit prima compoziție a unei cântărețe care să rămână, fără întrerupere, în ierarhia Hot R&B/Hip-Hop Songs, pentru o perioadă mai mare de un an.
Albumul a fost foarte bine primit de către critici, care au remarcat incredibilele calități vocale ale artistei și talentul în arta pianisticii. Albumul a debutat pe locul întâi în topul vânzărilor din S.U.A. Datorită acestui album, Alicia a devenit una dintre cele mai cunoscute cântărețe de origine americană, obținând în anul 2004 opt premii Billboard și o mulțime de premii internaționale. Ea a devenit prin intermediul acestui album una dintre puținele artiste care mai adoptă stiluri muzicale asemănătoare anilor 1970.
"The Diary of Alicia Keys" a câștigat în anul 2005 un premiu Grammy la categoria Cel Mai Bun Album R&B".  La producerea lui au contribuit: Kerry "Krucial" Brothers, Kanye West, Timbaland, Dre & Vidal, Easy Mo Bee, D'wayne "D. Wigg" Wiggins, Kumasi și Alicia însuși.
Până în prezent albumul a înregistrat vânzări de peste opt milioane de exemplare pe plan internațional, dintre care patru în S.U.A. Datorită succesului dobândit de către album, Alicia a hotărât să înregistreze și un cd bonus, pe care l-a inclus numai în exemplarele distribuite în Germania, Australia și America latină.

## Ordinea pieselor pe disc
Versiunea standard
1. „Harlem's Nocturne” — 1:43
2. „Karma” — 4:16
3. „Heartburn” — 3:28
4. „I Was Your Woman/Walk on By” — 3:06
5. „You Don't Know My Name” — 6:08
6. „Rock wit U” — 5:36
7. „A Woman's Worth” — 5:02
8. „If I Ain't Got You” — 3:48
9. „Diary” (împreună cu Tony! Toni! Toné!) — 4:45
10. „Dragon Days” — 4:36
11. „Wake Up” — 4:27
12. „So Simple” — 3:49
13. „When You Really Love Someone” — 4:09
14. „Feeling U, Feeling Me (Interlude)” — 2:07
15. „Slow Down” — 4:18
16. „Samsonite Man” — 4:12
17. „Nobody Not Really” — 2:56